# Vazken Balgian
 Vazken I Balgian (sau Vazghen I, în transliterație armeană Վազգէն Ա, în transliterație rusă Вазген I) (n. 20 septembrie/3 octombrie 1908, București – d. 18 august 1994, Erevan) a fost episcop al Eparhiei Armene Apostolice din București (1947-1955) și apoi catolicos de Ecimiadzin și patriarh suprem al tuturor armenilor (1955-1994).

## Biografie
Vasken Carabet Balgian s-a născut la 20 septembrie/3 octombrie 1908 în orașul București (capitala României), într-o familie de etnie armeană, tatăl său Abraham Balgian fiind de profesie pantofar, iar mama sa Siranuș era învățătoare. Părinții săi au emigrat în România din Rodosto, Istanbul în anii 1898 în urma masacrelor de armeni din Turcia. A primit la botez numele de Levon Garabed Balgian (în transliterație armeană Լեւոն Կարապետ Պալճյան și în transliterație rusă Левон Карапет Абрамович Палчян). În anii Primului Război Mondial a fost educat la școala armeană din Odesa, apoi la școala confesională de pe lângă Biserica luterană din București., în 1924-1926 la Școala armeană Misakian-Kasimian din București, apoi la Școala Superioară de comerț din București.
Ulterior, Levon Garabet Balgian a absolvit în 1936 cursurile Facultății de Filosofie și Literatură din cadrul Universității din București (România) iar in 1937 a absolvit la București studii de pedagogie. A predat timp de câțiva ani ca profesor de limba armeană la școlile acestei comunități din București (1929-1943). A scris cărțile „Armenii de pe Musa Dagh în romanul lui Franz Werfel” (1940), "Khrimian Hayrik ca educator" (1944), "Liturghia armeană" și "Despre Patria noastră" (ambele în 1945).
Pe când era profesor la școala armeană din București, Levon Balgian a fost propus de către Consiliul Eparhial să fie pregătit pentru preluarea postul vacant de șef al Eparhiei Armene din România. Fiind în plin război, părintele Iknadios Kilimlian a propus ca profesorul Balgian să fie hirotonit la Atena unde păstorea arhiepiscopul Garabed Mazlimian, pe care îl cunoștea din anii când acesta era Arhimandrit misionar la bisericile armene din Nicomidia și Bursa. La îndoiala exprimată de către arhiepiscopul Mazlimian cu privire la lipsa de pregătire teologică a lui Levon Balgian, părintele Kilimlian a garantat pentru el, asigurându-l pe arhiepiscop că la întoarcerea la București, Levon Balgian va urma Facultatea de Teologie. Balgian a studiat apoi la Universitatea din Leipzig (Germania), unde a obținut doctoratul în teologie. A fost puternic implicat în viața culturală a comunității armene din România, publicând în anii 1930 o revistă literară.
După decesul arhiepiscopului Husik Zohrabian (23 octombrie 1942), Consiliul Eparhial al Eparhiei Armene l-a numit, în ședința din noiembrie 1942 pe preotul Mampré Biberian în funcția de locțiitor de prelat al Eparhiei Armene din România. Balgian a fost tuns în monahism în Grecia sub numele religios de Vazken în anul 1943, fiind hirotonit ca ieromonah armean și ridicat la rangul de arhimandrit (Vardapet). În octombrie-noiembrie 1943 a petrecut la Mănăstirea Hagigadar o perioadă de pregătire canonică, fiind instruit de către preotul stavrofor Mampré Biberian, care a stat cu el la Suceava și l-a ajutat la învățarea și aprofundarea Liturghiei și a regulilor Bisericii Armene. Ca urmare a acestei pregătiri teologice, la 28 noiembrie 1943, arhimandritul Vazken Balgian a fost numit în funcția de locțiitor de prelat al Episcopiei Armene din București. Era apatrid, dar, în urma raportului nr. 36.113 din 9 aprilie 1945 înaintat de ministrul justiției Lucrețiu Pătrășcanu către regele Mihai I, a fost naturalizat cetățean român la 16 aprilie 1945, cu dispensa stagiului necesar de 10 ani.
Arhimandritul Vazken a fost ales în 1947 ca prelat al comunității Bisericii Armene din România. A făcut parte din conclavul care l-a ales pe catolicosul Gevorg al VI-lea la Ecimiadzin în iunie 1945. Ulterior este hirotonit ca episcop al Eparhiei Armeano-Gregoriene din România și Bulgaria în anul 1951. Catolicosul Gevorg al VI-lea a trecut la cele veșnice la 9 mai 1954. Episcopul Vazken este ales ca membru al Consiliul Spiritual Suprem de la Ecimiadzin în anul 1954. În același an publică cartea "Hayreni Arevin Tak" (Sub soarele patriei).

## Catolicos de Ecimiadzin
La 27 septembrie 1955, Adunarea Bisericii Armene din Ecimiadzin l-a ales pe cultul și moderatul episcop Vazgen ca al 130-lea Patriarh Suprem de Ecimiadzin și Catolicos al tuturor armenilor. La scurt timp s-a aflat în fața a două crize majore: alegerea unui nou Catolicos al Marii Case a Ciliciei, SS Zareh I (februarie 1956) și disputele din cadrul Congregației St. James din Ierusalim. Prima a confirmat separarea care persistă în cadrul Bisericii Armene (deși mai puțin severă astăzi).
Vazken I a îndeplinit funcția de Catolicos de Ecimiadzin și Patriarh Suprem al tuturor armenilor în perioada 1955-1994. A fost adesea criticat pentru relațiile sale de colaborare cu autoritățile sovietice atee și pentru exacerbarea naționalismului armean. Pe de altă parte, el a jucat un rol important în strângerea relațiilor dintre Armenia Sovietică și comunitatea armeană din Diaspora. A obținut un mare grad de independență pentru Biserica Armeană din partea autorităților comuniste sovietice în comparație cu bisericile din celelalte republici ale Uniunii Sovietice, obținând permisiunea guvernului URSS de a accepta fondurile donate de către armenii din străinătate.
Astfel, în anul 1958, Patriarhul Justinian Marina al României a vizitat Biserica Armeană, vizită întoarsă în anul 1965 de către Patriarhul Catolicos Vazken I al tuturor armenilor care a vizitat cu această ocazie și Mănăstirea Neamț.
El a stabilit relații fructuoase cu liderii celorlalte biserici mondiale. În anul 1970, a călătorit la Vatican pentru o întâlnire istorică cu Papa Paul al VI-lea. Sub păstorirea Catolicosului Vazken I, Biserica Armeană s-a alăturat Consiliului Mondial al Bisericilor. A participat la Conferința Bisericilor Orientale de la Addis Abeba (Etiopia) din anul 1965 și a efectuat multe călătorii lungi. După destrămarea URSS (1991), a sprijinit deschis independența noului stat armean. De asemenea a lucrat pentru obținerea unei soluții de pace în disputa cu Azerbaidjan în privința enclavei Nagorno-Karabah. Cu mai puțin de o lună înainte de a muri, i s-a conferit titlul de Erou Național al Armeniei.
Catolicosul Vazken I a trăit pentru a vedea restabilirea libertății religioase în Armenia sub un guvern național democratic în anul 1991. Din acel an, el s-a ocupat cu renovarea bisericilor armene și reînființarea instituțiilor bisericești din Armenia. A salvat un număr mare de comori bisericești prin înființarea Muzeului Alex Manughian al Bisericii Armene. Vazken I a intensificat contactele cu Catolicosatul Armean al Ciliciei cu scopul de a obține reunificarea celor două mari Biserici Armene.
Catolicosul Vazken I Balgian a încetat din viață la 18 august 1994 în orașul Erevan (capitala Armeniei). În calitate de conducător al Bisericii Ortodoxe Armene timp de aproape 40 ani, SS Vazken a fost atât liderul spiritual, cât și simbolul unității naționale a armenilor din întreaga lume.

## Distincții
- Ordinul „Steaua Republicii Populare Romîne” clasa a III-a (21 august 1954) „pentru merite deosebite pe tărîmul construcției de stat, economice, sociale și culturale, cu ocazia celei de a zecea aniversări a eliberării patriei noastre”[6]